# 納甘M1895轉輪手槍

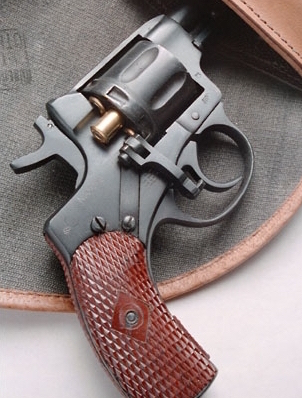
納甘M1895與它的槍套

納甘M1895（俄语：Револьвер системы Нагана，意為：納甘系統轉輪手槍）是由比利時工業家萊昂·納甘為俄羅斯帝國所研發的7發雙動式轉輪手槍，發射7.62×38毫米R彈藥。與大部份轉輪手槍的運作原理不同，該槍採用了特殊的氣體密封式設計。在手槍的擊鎚被扳低後其彈巢會向前移動，同時亦封閉了彈巢與槍管之間的空隙，增加了子彈的初速，並容許武器能夠被消音（這種功能在一般的轉輪手槍並不常見）。納甘轉輪手槍更獲多國軍警採用，採用該槍的國家包括：瑞典（7.5 mm M1887）、挪威（M1893）、波蘭和希臘等。儘管這些轉輪手槍與俄羅斯採用的十分類似，它們並沒有加入氣動密封式的機制。

## 俄羅斯的M1895
由於曾參與設計俄軍的制式步槍莫辛—納甘並在當中扮演著重要角色，萊昂·納甘與他的兄弟埃米爾在俄羅斯沙皇朝庭和軍事管理部裡早已成為眾所周知的人物。不久，他們研製的納甘M1895亦成為了俄羅斯帝國陸軍和警察的制式手槍。不僅如此，它亦被後來的蘇聯紅軍與執法部門所使用。
納甘M1895最初在比利時列日投入生產，但由於俄羅斯帝國政府於1898年購買了生產權，該槍後來完全改在俄羅斯的圖拉兵工廠生產，該工廠每年可生產20,000把手槍。在1930年，蘇聯開始以更現代化的托卡列夫手槍取代納甘M1895。儘管如此，蘇聯的工廠在二戰期間仍有大量生產納甘轉輪手槍，它們被裝備於在前線作戰的蘇聯紅軍士兵和政治委員，而且直到二戰結束後亦沒有完全被取代。直到1952年，蘇聯完全列裝馬卡洛夫手槍時，納甘轉輪手槍才開始退出蘇軍前線裝備。納甘轉輪手槍獨特的外型和名字為它實現了在俄羅斯被崇拜的地位，例如在1930年代的蘇聯，若蘇聯共產黨黨員獲贈一把刻有紅星的納甘M1895轉輪手槍可以說是其最高的榮譽。而納甘（Наган）一詞在俄羅斯境內亦成為了納甘系列轉輪手槍的代名詞。直至21世紀，納甘M1895仍然被俄羅斯鐵路警察、聯邦法警局和一些私人保安部隊所使用，不過這些手槍目前均已退役。

## 技術特點
一般非氣密式轉輪手槍在彈巢與槍管之間有一條小空隙以令彈巢能夠順利轉動，以帶動下一個裝塡的膛室準備擊發。彈頭經過這個空隙或許會導致射擊精確度下降，此空隙還會導致高壓及高溫的氣體在彈頭尚未離開槍管前，由此處逸出。而納甘轉輪手槍則具有以下的機制：當擊鎚被扳起後會帶動彈巢轉動並令它向前移動，同時封閉了彈巢與槍管之間的空隙。而此槍使用的彈藥也為封閉槍支以防止火藥氣體從槍中逸出提供了相當重要的作用。有別於一般的子彈，7.62×38毫米的彈頭是位於彈殼裡面的，而彈殼頂部的缺口的直徑亦略有減少。納甘轉輪手槍的槍管後部具有一個短小的圓錐型部份，這是用來對應彈藥頂部的缺口，以完成氣密式的作用。在封閉空隙的時候，彈藥的初速會增加了約50至150呎／秒（15—45米／秒）。
然而，成功亦有其代價。在重新裝填時用戶需手動以退殼桿把彈殼逐一退出（在發射後彈殼會因熾熱的火藥氣體導致其在膛室內膨脹起來，令射手無法在不以任何工具下進行退殼），並將新的子彈透過裝填口逐一載入彈巢的各個膛室裡。若然要跟使用中折式設計或外擺式彈巢的轉輪手槍作比較的話，納甘轉輪手槍這種過時的裝填方式固然會顯得比較費力和費時。
納甘轉輪手槍具有單動式和雙動式兩種版本，這在口語上分別被稱為「列兵型」及「軍官型」。單動式版本似乎早於1918年就已經停產，但當中亦有一些例外，這包括了專為射擊競賽而設的比賽型。而大部份單動式版本隨後亦被改裝為雙動式版本，故由原廠生產的單動式版本相當罕見。

## 採用歷史
納甘M1895轉輪手槍曾被俄羅斯帝國陸軍廣泛的使用，在十月革命後亦被蘇俄及其後成立的蘇聯所採用。在俄羅斯服役期間，該槍普遍的被認為是堅固和可靠的武器。
它亦被布爾什維克秘密警察，契卡以及許多的蘇聯執法機構，包括：國家政治保衛總局和內務人民委員部廣泛的採用。蘇聯警察使用短槍管納甘轉輪手槍的情況十分常見，這是因為它們能方便的藏在便衣探員的衣服裡隱蔽攜帶。儘管更先進的托卡列夫手槍已在1930年推出，納甘M1895轉輪手槍仍然持續生產並普遍在二戰中使用。
納甘轉輪手槍的氣體密封式設計說明了它與其他轉輪手槍不同，並能夠有效的加裝抑制器以作消聲射擊，這些消聲的納甘轉輪手槍被稱為「布拉米特裝置」（БраМит）。二戰期間，加裝了抑制器的納甘轉輪手槍主要由蘇聯的偵察部隊、特種部隊和內務人民委員會所採用。德意志國防軍也有使用繳獲的納甘轉輪手槍；其中在波蘭繳獲的納甘轉輪手槍被命名為「Revolver 612(p)」；在希臘繳獲的被命名為「Revolver 612(g)」；在蘇聯繳獲的則被命名為「Revolver 612(r)」。而在越南戰爭期間，一些在秘密工作房內改裝的消聲納甘轉輪手槍曾裝備於越南南方民族解放陣線（越共）遊擊隊以作暗殺美軍部隊之用。其中一把被繳獲的樣本被展示在美國弗吉尼亞州蘭利的中央情报局博物馆裡。

## 彈藥
7.62毫米納甘彈，又稱：7.62×38毫米R彈。這種彈藥的彈頭是位於彈殼裡面的，而彈殼頂部的缺口的直徑亦略有減少。而納甘轉輪手槍的槍管後部具有一個短小的圓錐型部份，這是用來對應彈藥頂部的缺口，以完成氣密式的作用。在完成氣密式作用後槍口初速會增加約75呎／秒。
選擇7.62毫米口徑的原因是為了可以簡化生產機器，以便於生產與莫辛-納甘步槍發射的7.62×54毫米步槍彈相同直徑的彈頭。
納甘轉輪手槍也能夠發射.32 S&W、.32 S&W long和.32 H&R麥林等彈藥，但一般並不建議這種做法。而.327聯邦麥林彈更不應用在這槍上。這是基於納甘轉輪手槍並不是為了發射這些不同尺寸的彈藥而設計的，故射手在嘗試使用這些彈藥前應事先瞭解其風險。售後市場銷售的.32口徑專用彈巢能夠安裝在此槍上，並容許用戶可以安全的發射.32 H&R和.32 ACP等子彈。

## 使用國
- 阿根廷
- 亞美尼亞
- 白俄羅斯
- 比利时
- 保加利亞王國
- 中華民國
- 中华人民共和国
- 捷克斯洛伐克
- 爱沙尼亚
- 遠東共和國
- 芬兰
- 格魯吉亞民主共和國
- 納粹德國
- 东德
- 希臘王國
- 匈牙利王國
- 立陶宛
- 盧森堡
- 蒙古人民共和国
- 波蘭第二共和國
- 罗马尼亚王国
- 俄罗斯帝国
- 俄羅斯共和國
- 苏维埃俄国
- 苏联
- 俄羅斯
- 塞尔维亚王国
- 西班牙第二共和国
- 图瓦人民共和国
- 乌克兰
- 越南
- 南斯拉夫王國

## 登場作品

### 電影
- 2001年—：由內務人民委員會的委員處決逃兵時所使用。
- 2009年—：由夏洛克·福爾摩斯（小勞勃·道尼飾演）用作測試其自製的滅音器，但電影不幸犯了在維多利亞時期使用圖拉兵工廠二戰版的時代錯誤，估計可能是因劇組無法覓得初版手槍作道具之用的緣故。
- 2013年—：由蘇聯紅軍士兵所使用。

### 電子遊戲
- 2002年—
- 2004年—：只在過場片段中登場，無法由玩家使用。
- 2009年—《越共2（英语：Viet Cong 2）》：裝上滅音器。
- 2012年—《战争前线》：命名为“纳甘M1895”，所有职业均可使用，默认加装消音器，无法改装其他配件。
- 2016年—《1》：命名為“納甘轉輪手槍”，為資料片“以沙皇之名”新增的配槍，可由所有兵種使用。空倉重新裝填時玩家角色會直接移除空彈巢，然後換上一個新的彈巢。
- 2016年—《少女前線》：為二星手槍人形，戰場掉落率高也能透過工廠製造取得。
- 2016年—《英雄與將軍》
- 2017年—《絕地求生》：命名為“R1895”
- 2021年—《蔚藍檔案》：連河潔莉諾的固有武器「肅清」原型。
- 2021年—《應徵入伍》：蘇聯手槍武器，可直接用銀幣購買，而金券武器中有消音器套組。

### 漫畫
- 2010年—《呆萌蠢戰線 -魔女瓦西卡的戰爭（日语：靴ずれ戦線 -魔女ワーシェンカの戦争-）》：普遍由蘇聯紅軍將領和政治委員所使用。
- 2019年—《黃金神威》：為日本陸軍第七師團特務曹長菊田杢太郎（きくた もくたろう）所使用之愛槍。

## 另見
- 科羅溫手槍
- TT-33
- 馬卡洛夫手槍
- PSM手槍
- PB消音手槍
- PSS消音手槍
- 67式微聲手槍
- 恩菲爾德No.2轉輪手槍
- M1879帝國轉輪手槍
- 史密斯威森3號轉輪手槍

## 外部連結
- 現代軍火 （页面存档备份，存于）
- Exploded Parts Diagram of M1895 Nagant Revolver
- NAGANT info （页面存档备份，存于）
- Nagant 1895 Pictorial